# أندريا فيليب
اندريا فيليب (بالألمانية: Andrea Philipp)‏ (و. 1971  م) هي منافسة ألعاب القوى، وعداءة سريعة من ألمانيا، وألمانيا الشرقية، ولدت في بوتسو، شاركت في الألعاب الأولمبية الصيفية 2000، والألعاب الأولمبية الصيفية 1996، والألعاب الأولمبية الصيفية 1992.

## روابط خارجية
- أندريا فيليب على موقع الاتحاد الدولي لألعاب القوى (الإنجليزية)
- أندريا فيليب على موقع اللجنة الأولمبية الدولية (الإنجليزية)
- أندريا فيليب على موقع أوليمبيديا (الإنجليزية)